# Cliff Hugo
 (juillet 2019).
Si vous disposez d'ouvrages ou d'articles de référence ou si vous connaissez des sites web de qualité traitant du thème abordé ici, merci de compléter l'article en donnant les références utiles à sa vérifiabilité et en les liant à la section « Notes et références ».
Clifford Clyde Hugo, né le 23 avril 1951 à Glendale, Californie, est un bassiste et contrebassiste américain. Il est surtout connu pour avoir joué avec le groupe Supertramp, en remplacement de Dougie Thomson, de 1997 jusqu'à leur séparation en 2010. 

## Carrière
Il a ainsi joué sur deux albums studios Some Things Never Change en 1997 et Slow Motion en 2002 et deux live It Was the Best of Times en 1999 et 70-10 en 2011, il apparait aussi sur la compilation Retrospectacle en 2005. 
Il a par la suite travaillé avec Carl Verheyen, un autre membre de Supertramp, de 1997 à 2008 et avec lequel il a publié six albums. Il a aussi joué avec Mark Hart, ex-Crowded House et ex-Supertramp sur deux albums solo. Il a fait une tournée mondiale en tant que bassiste du groupe accompagnant Ray Charles. 
Il a travaillé comme musicien de session pour d'autres projets musicaux et artistes, comme Alain Chamfort, Rick Braun, Melissa Manchester, Willy and Lobo, Moacir Santos, Paul Williams, Richard Elliot, Dan Hicks, Chris O 'Connel, Manhattan Transfer, Mel Martin et Peppino D'Agostino. Puis il est apparu sur deux albums des Beach Boys, Songs From Here and Back en 2006 puis That's Why God Made the Radio en 2012. Puis  finalement avec l'ancien chanteur de l'US Navy SEAL, auteur-compositeur-interprète harmoniciste Curt Campbell Liquid Smoke sorti en 2018.

## Discographie
- 1979 : I Have a Destiny de Denise McCann
- 1981 : Amour Année Zéro de Alain Chamfort
- 1982 : Hey Ricky de Melissa Manchester, basse sur une chanson.
- 1988 : The Power of Suggestion de Richard Elliott, basse sur 5 chansons
- 1988 : Smooth Talk de Reimy
- 1989 : Road House - The Original Motion Picture Soundtrack - Artistes variés - Joue sur une chanson
- 1989 : It Is You de Network
- 1992 : A Very Special Christmas 2 - Artistes variés
- 1993 : Gypsy Boogaloo de Willy and Lobo
- 1993 : Before and After de Tim Finn, joue sur 2 chansons
- 1993 : Double Tuff de Kal David
- 1994 : Emerald Blue de Jan Stevens
- 1994 : Christmas Present de Rick Braun, joue sur une chanson
- 1994 : Night Walk de Rick Braun, joue sur 3 chansons
- 1994 : Avenue Blue Featuring Jeff Golub de Avenue Blue, joue sur 2 chansons
- 1995 : Beat Street de Rick Braun, joue sur 6 chansons
- 1995 : If My Heart Had Wings de Melissa Manchester, joue sur une chanson
- 1996 : Naked City de Avenue Blue, joue sur une chanson
- 1996 : Love Is Driving de Julie Christensen
- 1997 : Body And Soul de Rick Braun, joue sur 4 chansons
- 1997 : Some Things Never Change de Supertramp
- 1997 : Nightlife de Avenue Blue
- 1998 : Full Stride de Rick Braun
- 1998 : Funky Jazz Party - Artistes variés - Joue sur 2 chansons
- 1998 : Sling Shot de Carl Verheyen
- 1998 : Less Is More de Chris Bennett
- 1999 : Professional Dreamer de David Benoit, joue sur 2 chansons
- 1999 : It Was the Best of Times de Supertramp
- 1999 : Swingin' At The Blue Moon Bar & Grill de Steve March
- 2000 : Siete de Willy and Lobo
- 2000 : Atlas Overload de Carl Verheyen
- 2000 : Other Side Of The Bed de Dulcie Taylor
- 2000 : Smooth Jazz de Marekźwiecki, joue sur une chanson
- 2000 : Reel to Reel de Carl Verheyen et Karl Ratzer
- 2001 : Nada Sonata de Mark Hart
- 2002 : Slow Motion de Supertramp
- 2002 : Livingston And Evans Songbook Featuring Michael Feinstein de Michael Feinstein
- 2002 : Diamond & Glass de Dulcie Taylor
- 2003 : Six de Carl Verheyen
- 2004 : Selected Shorts de Dan Hicks & The Hot Licks
- 2005 : Retrospectacle de Supertramp, joue sur You Win I Lose
- 2006 : Take One Step de Carl Verheyen Band
- 2006 : Songs From Here and Back des Beach Boys, joue sur une chanson
- 2007 : Nouvelle Vague de Sylvie Vartan, joue sur Il Est 5 Heures, Paris s'Éveille et 3 autres
- 2009 : North, South, East, West... Anthology de Tim Finn, joue sur une chanson
- 2010 : 70-10 de Supertramp
- 2010 : An ESQ Offering From The Boys Of Summer de Artistes variés - Joue sur 2 chansons
- 2012 : That's Why God Made the Radio des Beach Boys, joue sur une chanson
- 2013 : Mustang Run de Carl Verheyen, joue sur 2 chansons
- 2014 : The Backroom de Mark Hart, joue sur 2 chansons
- 2015 : Lovely Little Things de Sarah Summers
- 2017 : Unleash the Love de Mike Love
- 2018 : Liquid Smoke de Curt Campbell